# Nemecká
Nemecká (německy Deutschdorf an der Gran, maďarsky Garamnémetfalva, Németfalva, Nemecke) je obec na Slovensku v okrese Brezno.

## Místní části
Obec Nemecká má tři části:
- Dubová (přičleněna v roce 1960)
- Nemecká
- Zámostie (přičleněny v roce 1976)

## Dějiny
První písemná zmínka o obci je z roku 1281. Poprvé jsou rozsáhlejší zmínky o osídlení území obce Nemecká v seznamu papežských desátků z let 1332-1337, ve kterém se vzpomíná Dubovská farnost pod názvem Parochia s. Nicolai de iuxta Gron (farnost sv. Mikuláše nad Hronem). Byla tehdy jediným náboženským centrem Horehroní, tedy stály zde již tehdy fara a kostel. Vzhledem k existenci farnosti zde v tomto období již zřejmě byla alespoň osada. V listině krále Zikmunda z roku 1424 se uvádí pod názvem Zenth Miklos, později pod názvy Dubowo, Dwbowa, Dubova. Zdejší kostel z 15. století (původně gotický, později zbarokizován) je dodnes farním kostelem pro původní vesnice Dubovou, Nemeckou, Zámostie a Ráztoka. Existence církevní školy při kostele je doložena již v 17. století.
Zámostie pod názvem Samoscia se poprvé připomíná v soupisu vesnic Lupčianského panství, který je součástí donační listiny uherského krále Zikmunda Lucemburského z roku 1424. Nemecká se poprvé připomíná až v roce 1441 v listině královny Alžběty jako Nywiska Wes (Německá Ves). Vzhledem k bezprostřední blízkosti sídla farnosti v Dubové však lze počátky Nemecké předpokládat již ve 2. polovině 14. století. Zakladateli původní osady byli dle názvu obce Němci, obyvatelstvo se však zakrátko poslovenštilo.
Od středověku až do zrušení poddanství roku 1848 byly osudy obyvatel všech tří obcí pevně svázané s povinnostmi vůči hradnímu panství v Ľupči. V Nemecké se nacházel panský statek, jehož obhospodařování patřilo do povinností zdejších poddaných obyvatel. Kromě poddaných patřili mezi obyvatele obce i členové zemanské rodiny Kindernayů, která dostala šlechtická privilegia od panovníka Ferdinanda I. v roce 1559. K zemanské kurii patřily pole a louky v katastru obce a rodina měla i právo provozovat mlýn na potoce Bukovec. Obyvatelé Zámostie obhospodařovali panský statek v sousední Predajné.
Hlavním zdrojem obživy zdejšího obyvatelstva bylo odedávna zemědělství, pro jehož rozvoj nebyly v tomto kraji výhodné podmínky. Zdejší sedláci se zabývali zejména chovem dobytka a ovcí, v menší míře i řemesly, která byla nezbytná pro zemědělství a praktický život obyvatelstva (kovářství, kolářství, truhlářství, obuvnictví). Od 18. století se zdejší rolníci začali zabývat tržním obchodem galanterního, textilního a železářského zboží, které chodili prodávat až do jižních krajů Uherska. Pro tento druh obchodní činnosti, které se začalo věnovat obyvatelstvo horní části Zvolenské stolice, se časem vžil název krajkářství. Toto pro oblast typické zaměstnání zaniklo až po 2. světové válce, kdy byla posledním krajkářům odebrána živnostenská oprávnění.
V roce 1882 založil Ondrej Kindernay Kropacovie ruční cihelnu v Nemecké. Jeho zeť Jan Antal ji vybavil stroji.
Asi od roku 1908 do roku 1930 byla v provozu vápenka - pec na pálení vápna, která se nacházela nad obcí Zámostie a od níž vedla až k nádraží v Dubové lanovka zvaná „šodronka“. Nepříznivé životní podmínky v první polovině 20. století se mnozí obyvatelé Zámostie snažili překlenout vycestováním za prací do USA a Kanady. První vlna odešla ještě před 1. světovou válkou, druhá ve 20. letech během hospodářské krize.
Nový zdroj obživy našlo obyvatelstvo ve státní rafinérii v Dubové (pozdější podnik Petrochema), v níž byla výroba spuštěna v roce 1938. Přestože se s Dubovou počítalo jako s důležitým zdrojem pohonných hmot pro potřeby Slovenského národního povstání, anglo-americké letectvo v srpnu 1944 rafinérii bombardovalo. Malá vodní elektrárna v Dubové je v provozu od roku 1908.
Obyvatelé Nemecké byli většinou rolníci, lesní dělníci a dělníci pracující ve Státní rafinérii v Dubové, v místní vápence a cihelně.
Obec se smutně proslavila masovými popravami ve vápence, kde bylo během druhé světové války v lednu 1945 povražděno zvláštní jednotkou Einsatzkommando 14, příslušníky Sicherheitspolizei, Sicherheitsdienstu, gestapa a příslušníky Pohotovostního oddílu Hlinkovy gardy z Považské Bystrice kolem 400 (dříve prameny uváděly až 800 až 900) mužů, žen a dětí. Jelikož byla mrtvá těla spálena ve vápence, přesný počet obětí se nepodařilo dodnes zjistit.

## Osobnosti
Narodili se zde:
- (V části Zámostie) Prof. RNDr. Milan Marčok, DrSc., Prof.h.c. - slovenský vysokoškolský pedagog a regionální politik.
- Jozef Búda - církevní hodnostář, teolog, biblista, vysokoškolský pedagog, římskokatolický kněz.
- (V části Zámostie) Dominik Štubňa-Zámostský - spisovatel
- Ondrej Kindernay Kropacovie - obchodník a zakladatel cihelny.

## Památky
- V obci je římskokatolický kostel svatého Mikuláše z 15. století.
- Kulturní památka Památník Nemecká[3]

### Archeologické lokality
V severní části katastru se nachází archeologická lokalita - Hradiště (nadmořská výška 785,5 m). Nálezy svědčí o osídlení již v době bronzové. Nachází se na zalesněném jižním výběžku Nízkých Tater (rozsocha Černého dílu). Na západní straně vrch obtéká potok Ráztoka. Hradiště orientované ve směru SJ má zřetelně zachované valové opevnění. Vstup na hradiště byl pravděpodobně z jihovýchodu, protože severní i západní svah je strmý. Nejvýraznější a nejzřetelnější je valové opevnění na jižní straně.
Nachází se zde i rodný dům Dominika Štubni Zámostského (v části Zámostie). Momentálně se v něm nachází rodinný dům rodiny Kohútových.

## Ulice
- Německá - Slov. národního povstání, Hronská, Školní, Partizánská, Tajovského, Pod Hrbkem, Sama Chalupky, Zábrežná, Tehelná, Kollárova, Podskalie
- Dubová - Janka Krále, Krátká, 9. května, čtvrť kap. Nálepky